# Arkadiusz Jadczyk
Arkadiusz Jadczyk (ur. 27 października 1943 w Łucku) – polski fizyk, profesor.

## Życiorys
Tytuł doktora nauk fizycznych uzyskał w 1970 r. na Uniwersytecie Wrocławskim, doktora habilitowanego w 1975, w 1991 otrzymał tytuł naukowy profesora zwyczajnego.
W latach 1970–2003 pracował w Instytucie Fizyki Teoretycznej Uniwersytetu Wrocławskiego, był m.in. zastępcą dyrektora Instytutu ds. dydaktycznych 1984-87, zastępcą dyrektora Instytutu ds. naukowych 1990-93 oraz założycielem i kierownikiem Zakładu Dynamiki Nieliniowej i Układów Złożonych (1997-1998).
Pracował też zagranicą w Constellation Technology Corporation (Stany Zjednoczone) w latach 1998-2001. Do roku 2012 koordynator międzynarodowego centrum CAIROS (Clifford Algebras International Research Open Studies) przy Instytucie Matematycznym Tuluzy (Francja) 
Autor ponad 90 publikacji naukowych, członek towarzystw naukowych, m.in. European Physical Society, International Society on General Relativity and Gravitation,  Międzynarodowej Naukowej Rady Doradczej Clifford Algebra Conference ICCA8 oraz AGACSE 2008 (3rd International Conference on Applied Geometric Algebras In Computer Science and Engineering).
Autor monografii Quantum Fractals From Heisenberg's Uncertainty to Barnsley's Fractality, World Scienific (2014)
Zdobywca nagród:
- Nagrody Ministra Edukacji Narodowej za wybitne osiągnięcia naukowe: 1970,1976,1985,1990,1996
- Nagroda Ministra Edukacji Narodowej za osiągnięcia w nauczaniu: 1980
- Nagrody PAN za osiągnięcia naukowe: 1972,1973
- Nagroda Humboldta za rozwinięcie, we współpracy z prof. Ph. Blanchardem (Uniwersytet Bielefeld), 'Wzmocnionej Teorii Kwantów' (EEQT): 1995

Prowadzi blog w salonie24.